# Cazengo
Cazengo ist ein Landkreis im Norden des südwestafrikanischen Staates Angolas.

## Verwaltung
Cazengo ist ein Kreis (Município) der Provinz Cuanza Norte. Das Kreisgebiet umfasst 1793 km² mit etwa 198.000 Einwohnern (Schätzung 2019). Die Volkszählung 2014 ergab 171.741 Einwohner. Sitz des Kreises ist die Stadt N’dalatando.
Zwei Gemeinden (Comunas) bilden den Kreis Cazengo:
- Canhoca (früher Caculo)
- Ndalatando

## Wirtschaft
Der Hauptwirtschaftszweig ist die Landwirtschaft, die von rund 20.000 Familien betrieben wird. Die Kreisverwaltung versucht durch Förderprogramme die Anbaufläche zu vergrößern, um das Potenzial für den Anbau von Kaffee, Maniok, Bananen, Bohnen, Mais, Ananas, Avocados und Gemüse zu erhöhen.